# Andrew S. Tanenbaum
Andrew Stuart Tanenbaum (ur. 16 marca 1944 w Nowym Jorku) – profesor Wydziału Systemów Informatycznych na Vrije Universiteit w Amsterdamie, twórca systemu operacyjnego MINIX, który stał się inspiracją i podstawą do napisania przez Linusa Torvaldsa pierwszej wersji Linuksa.

## Życiorys
Urodził się w Nowym Jorku i tam dorastał. Studiował na MIT, gdzie uzyskał tytuł inżyniera. W 1971 uzyskał tytuł doktora na Uniwersytecie w Berkeley. Następnie, wraz z rodziną, przeprowadził się do Holandii, skąd pochodzi jego żona (zachował jednak obywatelstwo amerykańskie). Na Vrije Universiteit („Wolnym Uniwersytecie”) prowadzi wykłady głównie na temat budowy systemów operacyjnych.
W 1992 przeprowadził słynną rozmowę z twórcą Linuksa na temat wyższości mikrojąder (mikrokerneli) nad jądrami (kernelami) monolitycznymi. 
Tanenbaum napisał system operacyjny Amoeba oparty na mikrojądrze.
W 2006 Tanenbaum odwiedził Kraków i był gwiazdą drugiej edycji Studenckiego Festiwalu Informatycznego, podczas którego wygłosił swój wykład. Ponownie Kraków odwiedził w roku 2017, kiedy był obecny na 13. edycji SFI.

## Książki
Jest znany ze swoich książek, do których m.in. należą:
- Computer Networks (Sieci komputerowe) ISBN 0-13-066102-3
- Operating Systems: Design and Implementation ISBN 0-13-638677-6
- Modern Operating Systems (Systemy operacyjne. Wydanie III) ISBN 0-13-600663-9
- Distributed Operating Systems ISBN 0-13-219908-4
- Structured Computer Organization (Strukturalna organizacja systemów komputerowych. Wydanie V) ISBN 0-13-148521-0
- Distributed Systems: Principles and Paradigms ISBN 0-13-088893-1